# Blečji Vrh
Blečji Vrh este o localitate din comuna Grosuplje, Slovenia, cu o populație de 58 de locuitori.